# Federația Română de Kaiac-Canoe
Federația Română de Kaiac-Canoe (FRKC) este organismul de conducere al activității de kaiac-canoe din România. Înființată în anul 1936, este membră a Comitetului Olimpic Român (COSR), a Federației Internaționale de Canoe (ICF) din 1950 și al Asociației Europene de Canoe (ECA).

## Vezi și
- Sportul în România

## Legături externe
- Site web oficial